# Dufferin Fund
Der Dufferin Fund, eigentlich The Association for Supplying Medical Aid to the Women of India, war eine 1884 von Hariot Hamilton-Temple-Blackwood, Marchioness of Dufferin and Ava gegründete Stiftung, die sich für eine bessere Gesundheitsfürsorge für Frauen in Britisch-Indien einsetzte. Hariot Hamilton-Temple-Blackwood gründete diesen Fund, nachdem sie ihrem Mann, Frederick Hamilton-Temple-Blackwood, 1. Marquess of Dufferin and Ava auf seinen Posten als Generalgouverneur und Vizekönig nach Indien folgte. Die Stiftung arbeitete zeitweilig mit Florence Nightingale zusammen, die sich seit 1857 mit Fragen der Gesundheitsfürsorge in Indien beschäftigt hatte. Die Gründung der Stiftung folgte mit Förderung durch die britische Königin Victoria und wurde später auch von anderen britischen Vizekönigen gefördert. Mittel des Funds kamen unter anderem von wohlhabenden Indern wie dem Nizam von Hyderabad und dem Maharaja von Jaipur. Die Stiftung besaß sehr bald Niederlassungen in vielen Landesteilen Indiens, darunter Kalkutta, Bombay, Lahore und Bhagalpur.
Die Stiftung verfolgte im Wesentlichen drei Ziele:
- medizinische Versorgung von Frauen und Kindern
- Ausbildung von Frauen in medizinischen Berufen
- Bereitstellung von ausgebildeten Krankenpflegerinnen und Hebammen für Krankenhäuser

Lady Dufferin engagierte sich in dieser Stiftung, weil für indische Frauen eine der damaligen Zeit entsprechende moderne medizinische Versorgung in der zweiten Hälfte des 19. Jahrhunderts kaum existierte. Kulturelle Vorbehalte hinderte indische Frauen daran, ein Krankenhaus aufzusuchen, in dem sie ein männlicher Arzt versorgen würde. Weibliche Ärzte, meist Europäerinnen, gab es in den letzten zwei Jahrzehnten des 19. Jahrhunderts in zu geringer Zahl, um nachhaltig Abhilfe schaffen zu können.
Die Stiftung gründete Apotheken und kleine, nur Frauen vorbehaltene Krankenhäuser (sogenannte Cottage Hospitals). Außerdem richtete sie in größeren Krankenhäusern Stationen ein, die ausschließlich weibliche Patienten aufnahmen, die dort nur von Frauen betreut wurden. Die wesentliche Leistung des Dufferin Fund bestand in der Ausbildung indischer Krankenschwestern, Hebammen und Ärztinnen. Durch das Engagement der Stiftung wurden Hygienethemen auch in das Schulcurriculum aufgenommen.
Florence Nightingale begann bereits 1885 für den Fund einfache Anleitungen und Lehrmaterial zusammenzustellen, das in Indien verwendet werden sollte. Nightingale zählte damals zu den bekanntesten britischen Persönlichkeiten, die sich mit Fragen der Gesundheitsfürsorge auseinandersetzte. Berühmt und bekannt geworden war sie durch ihren Einsatz im Krimkrieg, sie hatte anschließend wesentlich zu Reformen des britischen Sanitätswesens und der medizinischen Versorgung von Mittellosen beigetragen und 1860 die Nightingale School of Nursing gegründet, die als einer der Schritte zur Begründung der modernen Krankenpflege gilt. Bereits 1857 hatte sie eine britische Regierungskommission unterstützt, die eine bessere Gesundheitsfürsorge für in Britisch-Indien stationierte Soldaten erreichen sollte und hatte sich dadurch zu einer anerkannten Indienexpertin entwickelt. Um für die spezifische Situation in Indien geeignete Schriften zu entwickeln, nutzte sie ihre Verbindungen zu Experten. Unter anderem wandte sie sich an den Mediziner John Sutherland, mit dem sie bereits während der Reformen zum britischen Sanitätswesen zusammengearbeitet hatte, um Experten ausfindig zu machen, die mit der Situation in Indien vertraut war. Sie sorgte auch für eine Begegnung von Lady Dufferin mit John Murdoch, einem britischen Missionar, dessen Schrift The Way to Health speziell für eine indische Leserschaft geschrieben war und das durch die Förderung durch Lady Dufferin in zahlreichen indischen Regionen zum Bestandteil des Schulcurriculums wurde oder ähnliche Schriften inspirierte. 
Gegen Ende des 19. Jahrhunderts gab es in Indien eine Reihe von Universitäten und anderen Ausbildungsstätten, die es Frauen ermöglichten, eine Ausbildung in einem medizinischen Beruf zu erwerben. 1895 gab es mindestens 300 Frauen, die sich auf einen Abschluss in einer medizinischen Ausbildung vorbereiteten.
Zu den letzten Schriften Nightingales zählen einfache Fibeln zu Themen der Gesundheitsfürsorge, die in verschiedene indische Sprachen übersetzt wurden.

## Einzelbelege
1. ↑   Gourlay, S. 238
2. ↑   Gourlay, S. 238
3. ↑   Gourlay, S. 242
4. ↑  Bostridge, S. 396
5. ↑   Gourlay, S. 243
6. ↑   Goulay, S. 242